# Geochicas
Geochicas é um coletivo de feministas ligadas ao OpenStreetMap, originalmente falantes de espanhol, que trabalham pelo empoderamento feminino e pela redução da lacuna de gênero nas comunidades do OpenStreetMap e em comunidades associadas ao mundo do software livre e dados abertos. Geochicas atualmente tem usuárias em pelo menos três continentes.
Os temas principais da Geochicas são:
1. Luta contra a violência de gênero contra mulheres e meninas
2. Atenção à saúde da mulher
3. Visibilização das mobilizações feministas
4. Compreensão dos mecanismos de liderança e seus obstáculos na dimensão coletiva.

## História
A Geochicas nasceu em 2016, dias antes da conferência anual do OpenStreetMap 'State of the Map LatAm (SOTM) 2016, em São Paulo, Brasil, com o objetivo de discutir em um painel que se proporia como uma atividade permanente, sobre as causas e implicações da baixa participação de mulheres na construção do mapa. As conclusões desse painel e do fórum com todos os participantes permitiram construir a agenda inicial da Geochicas e vincular as primeiras integrantes.
A ideia surgiu de três participantes, Miriam González, Selene Yang e Céline Jacquin, que com esse propósito participaram da organização de atividades no SOTM de São Paulo. Organizaram um encontro prévio entre mulheres participantes para discutir os problemas que enfrentam como mulheres em suas comunidades geodatas e conhecer seu interesse em formar uma rede ou coletivo. Foi realizado um painel no encerramento da conferência onde foram discutidos os temas problemáticos da lacuna de gênero no OpenStreetMap, e foi conversado com o conjunto misto da comunidade presente sobre as implicações para um mapa tão importante para todos os tipos de tomadas de decisão no mundo. Foram delineadas como conclusões do painel as primeiras linhas de uma agenda de trabalho e foi criado um canal de comunicação integrando as mulheres presentes interessadas. A popularidade deste evento levou à criação na forma de um coletivo focado em olhar o mapa da América Latina e do mundo através de uma lente feminista.

## Projetos
Em 2016 e 2017, as Geochicas criaram mapas tanto das clínicas oncológicas da Nicarágua quanto dos feminicídios neste país. Durante esses mesmos anos, criaram campanhas de visibilização no Twitter com a hashtag "#MujeresMapeandoElMundo", a "Pesquisa Internacional sobre Representação de Gênero" no OpenStreetMap.
Em 2018, criaram um mapa virtual para visibilizar a falta de representação de nomes de mulheres nas ruas de cidades da América Latina e Espanha.
Obtiveram um subgrante da Humanitarian OpenStreetMap (HOTOSM) para levantar informações de campo na região de Oaxaca (México) afetada pelos terremotos de 2017 através de uma jornada em 20 vilarejos realizando fotomapeamento com Mapillary e entrevistas com mulheres.
Impulsionaram a estratégia de capacitação horizontal "Espaços Formativos" com uma série de webinars comunitários de capacitação em tecnologias e ciência de dados.
Em 2019, iniciaram um grupo de trabalho interno, com base no México, sobre a violência feminicida, resultando em uma aproximação com o coletivo Geobrujas. Para o Dia Internacional da Mulher, impulsionaram um Editatón + Mapatón regional para a coleta de dados sobre infraestrutura de saúde para mulheres.
Realizaram um mapa colaborativo mundial dos performances de "Un Violador En Tu Camino", inspirados na iniciativa do coletivo LasTesis. Essa proposta se estendeu ao mapeamento de mobilizações para o Dia Internacional da Mulher em 2020.